# بريندان ميرفي
بريندان ميرفي (بالإنجليزية: Brendan Murphy)‏ (مواليد 1955) هو موظف حكومي أسترالي، ومدير تنفيذي للصحة وأخصائي أمراض الكلى. يشغل منصب سكرتير وزارة الصحة منذ 13 يوليو 2020. شغل سابقا منصب كبير المسؤولين الطبيين في أستراليا من 4 أكتوبر 2016 قبل أن يعين سكرتير وزير الصحة في 2020.